# Myrmelachista kloetersi
Myrmelachista kloetersi är en myrart som beskrevs av Auguste-Henri Forel 1903. Myrmelachista kloetersi ingår i släktet Myrmelachista och familjen myror. Inga underarter finns listade i Catalogue of Life.